# Slovenska Bistrica
Slovenska Bistrica és una ciutat i municipi del sud de Maribor, Eslovènia. Durant el regnat dels Habsburg, Slovenska Bistrica també s'anomenà en alemany Windisch-Feistritz.
El municipi comprèn diversos veïnats i pobles, com: 
- Laporje
- Makole
- Poljčane
- Pragersko
- Spodnja Polskava
- Zgornja Polskava